# Марк Маккой
Марк Маккой (англ. Mark McKoy; нар. 10 грудня 1961) — канадський та австрійський легкоатлет, що спеціалізується на бігу з бар'єрами, олімпійський чемпіон 1992 року.

## Кар'єра
| Рік                 | Змагання                     | Місто                   | Місце              | Дисципліна         | Примітки           |
| Представник Канада  | Представник Канада           | Представник Канада      | Представник Канада | Представник Канада | Представник Канада |
| ------------------- | ---------------------------- | ----------------------- | ------------------ | ------------------ | ------------------ |
| 1983                | Чемпіонат світу              | Гельсінкі, Фінляндія    | 4                  | 110 м з бар'єрами  | 13.56              |
| 1984                | Олімпійські ігри             | Лос-Анджелес, США       | 4                  | 110 м з бар'єрами  | 13.45              |
| 1987                | Чемпіонат світу в приміщенні | Індіанаполіс, США       | —                  | 60 м з бар'єрами   | DNF                |
| 1987                | Чемпіонат світу              | Рим, Італія             | 7                  | 110 м з бар'єрами  | 13.71              |
| 1988                | Олімпійські ігри             | Сеул, Південна Корея    | 7                  | 110 м з бар'єрами  | 13.61              |
| 1991                | Чемпіонат світу в приміщенні | Севілья, Іспанія        | 3                  | 60 м з бар'єрами   | 7.49               |
| 1991                | Чемпіонат світу              | Токіо, Японія           | 4                  | 110 м з бар'єрами  | 13.30              |
| 1992                | Олімпійські ігри             | Барселона, Іспанія      | 1                  | 110 м з бар'єрами  | 13.12              |
| 1993                | Чемпіонат світу в приміщенні | Торонто, Канада         | 1                  | 60 м з бар'єрами   | 7.41               |
| 1993                | Фінал Гран-прі IAAF          | Лондон, Велика Британія | 3                  | 110 м з бар'єрами  | 13.36              |
| Представник Австрія |                              |                         |                    |                    |                    |
| 1994                | Чемпіонат Європи             | Гельсінкі, Фінляндія    | —                  | 110 м з бар'єрами  | DNS                |
| 1994                | Фінал Гран-прі IAAF          | Париж, Франція          | 2                  | 110 м з бар'єрами  | 13.14              |
| 1995                | Чемпіонат світу в приміщенні | Барселона, Іспанія      | 4                  | 60 м з бар'єрами   | 7.46               |
| 1996                | Олімпійські ігри             | Лос-Анджелес, США       | 5                  | 110 м з бар'єрами  | 13.64              |